# الکس باس
الکس باس (انگلیسی: Alex Bass؛ زادهٔ ۱ آوریل ۱۹۹۸) بازیکن فوتبال اهل بریتانیا است.
از باشگاه‌هایی که در آن بازی کرده‌است می‌توان به باشگاه فوتبال پورتسموث اشاره کرد.